# Dromodesmus homalus
Dromodesmus homalus är en mångfotingart som beskrevs av Chamberlin 1941. Dromodesmus homalus ingår i släktet Dromodesmus och familjen Chelodesmidae. Inga underarter finns listade i Catalogue of Life.